# UD 산세바스티안데로스레예스
UD 산세바스티안데로스레예스(스페인어: Unión Deportiva San Sebastián de los Reyes)는 스페인 마드리드주 산세바스티안데로스레예스를 연고로 하는 축구단이다. 1971년에 설립되었으며, 세군다 페데라시온에 참가하고 있다.

## 선수 명단

### 현역
참고: FIFA 자격 규정에 따라 소속된 국가대표팀 국기를 표시합니다. 선수는 복수의 FIFA 비회원국 국적을 가지고 있을 수 있습니다.
| 번호 | 포지션 | 국적       | 이름        |
| ---- | ------ | ---------- | ----------- |
| 10   | MF     | 베네수엘라 | 세스 코토스 |

| 번호 | 포지션 | 국적      | 이름            |
| ---- | ------ | --------- | --------------- |
| -    | DF     | 적도 기니 | 마빈 아니에보트 |